# Tsarong Wangchug Gyalpo
Tsarong Wangchug Gyalpo (tibétain : ཚ་རོང་དབང་ཕྱུག་རྒྱལ་པོ་, Wylie : tsha rong dbang phyug rgyal po 1866 - avril 1912) est un homme politique tibétain. Il est Kalön du Kashag de 1903 à 1912.

## Biographie
Tsarong Wangchuk Gyalpo est le fils de Tsarong Tsipon Kelzang Damdul ou de Dorje Rigzin Tsarong. 
En 1903, il est général de la province de U (dbus mda' dpon), et est envoyé pour des négociations commerciales avec les Britanniques à la frontière de Chumbi/Dromo, avec Khendrung Lepar Lobzang Trinle (mkhan drung las par blo bzang 'phrin las). Les pourparlers échouent, mais il est nommé ministre du kashag, le conseil des ministres, la plus haute fonction après le dalaï-lama et le Premier ministre du gouvernement tibétain.
En janvier 1904, les Britanniques envahissent le Tibet et le 13e dalaï-lama doit fuir en Mongolie. Wangchuk Gyalpo participe à la négociation du traité de Lhassa qui donne à la Grande-Bretagne le droit de commercer sur les marchés de Gyantsé, Gartok et Yatung, et condamne le gouvernement tibétain à payer une forte indemnité. Ce traité, utilisé par la Chine comme preuve de l'activité impérialiste britannique au Tibet, est présenté par les Tibétains comme une preuve de leur indépendance.
En 1908, Wangchuk Gyalpo est le représentant tibétain des négociations commerciales entre la Grande-Bretagne, la Chine et le Tibet, signées à Calcutta le 20 avril 1908 et ratifiées à Pékin le 14 octobre 1908, intitulées « Accord entre la Grande-Bretagne, la  Chine et le Tibet, portant modification des accords du 5 décembre 1893 réglementant le commerce au Tibet ». Cependant, le Tibet n'était pas un partenaire égal dans les négociations : l'accord stipulait que Wangchuk Gyalpo participait aux négociations sous la direction du commissaire spécial chinois Chang Yin Tang, bien qu'il soit l'envoyé officiel du gouvernement tibétain. L'accord précisait les limites du marché commercial de Gyantsé, déclarait que les officiers tibétains administreraient les marchés commerciaux sous la supervision des officiers chinois et détaillait la manière dont les différends entre les sujets britanniques et les nationalités tibétaines et chinoises seraient traités. Cependant, n'ayant pas été nommé par le dalaï-lama, sa représentativité est mise en doute par Michael van Walt van Praag.
En 1909, le 13e dalaï-lama rentre à Lhassa après un exil de cinq ans, mais doit s'exiler à nouveau, en Inde, en février 1910, à la suite de l'entrée du général mandchou Zhong Ying et de son armée à Lhassa. Pendant les deux années de l'occupation par les forces mandchoues, Wangchuk Gyalpo, alors ministre, travaille avec elles. En avril 1912, peu avant le retour du dalaï-lama à Lhassa, des dirigeants tibétains exécutent Wangchuk Gyalpo et son fils aîné Samdrub Tsering (1887-1912), qu'ils accusent d'avoir collaborer avec les Mandchous. Certains chercheurs qualifient leur mort d'« assassinat » indiquant que le meurtre n'a pas été commis en réponse à une condamnation judiciaire formelle, mais qu'il était spontané et motivé personnellement. Plus tard, des historiens tibétains ont suggéré que Wangchuk Gyalpo était innocent des accusations portées contre lui pour raison de jalousies et de rivalités politiques. D'après une histoire orale de la fille de Tsarong Wangchuk Gyalpo, Taring Rinchen Dolma conservée dans la Bibliothèque du Congrès, le 13e dalaï-lama, alors en exil, à exprimé ses regrets pour ce meurtre après qu'il en ait eu connaissance.